# Mont Blancmassief
Het Mont Blancmassief is een bergmassief in de westelijke Alpen, dat zich uitstrekt over Frans, Italiaans en Zwitsers grondgebied. Het massief bevat de Mont Blanctop, de hoogste bergtop in de Alpen.

## Geografische ligging
Het Mont Blancmassief loopt zo'n 50 km van zuidwest naar noordoost op de grens van Italië en Frankrijk, een klein deel van het massief ligt in Zwitserland. In het noordwesten wordt het massief begrensd door het dal van Chamonix, in het zuidoosten door twee zijdalen van het Valle d'Aosta, het Val Veny en het Val Ferret.
Soms wordt de noordoostkant van het massief als een apart massief gezien, met de Grandes Jorasses als hoogste top.

## Geologie
De Mont Blanc vormt net als de kleinere berggroep van de Aiguilles Rouges verder naar het noordwesten een geologisch massief bestaande uit de kristallijne sokkel (gesteenten uit het onderste deel van de aardkorst) van de Europese Plaat. Dit zijn vooral granitische en granodioritische gneisen, die tijdens de Hercynische orogenese werden gedeformeerd. De hogere delen van de aardkorst zijn door de grote tektonische opheffing (de sokkel ligt normaal op tientallen kilometers diepte) weg geërodeerd, zodat de gneis nu aan het aardoppervlak te vinden is.
Vergelijkbare, zogenaamde "externe massieven" zijn het Aarmassief verder naar het oosten en het Pelvouxmassief in het zuiden. Al deze massieven hebben gemeen dat ze pas in een laat stadium van de vorming van de Alpen omhoog gekomen zijn (rond de 15 tot 5 miljoen jaar geleden, in het Laat-Mioceen).

## Toppen in het Mont Blancmassief
Van zuidwest naar noordoost:
Westgroep
- Aiguilles des Glaciers (3816 m)
- Aiguille de Tré la Tête (3916 m)
- Aiguille de Bionnassay (4052 m)
- Dôme du Goûter (4306 m)
- Mont Blanc (noordzijde, 4807 m)
- Mont Blanc de Courmayeur (zuidzijde, 4765 m)
- Mont Maudit (4465 m)
- Mont Blanc du Tacul (4248 m)
- Aiguilles de Peuterey (3772 en 4113 m)
- Aiguille du Midi (3842 m)
- la Tour Ronde (3794 m)

Oostgroep
- Dent du Géant (4013 m)
- Grandes Jorasses (4208 m)
- Aiguille de Triolet (3872 m)
- Aiguille Verte (4122 m)
- Mont Dolent (3823 m)
- Aiguille d'Argentière (3900 m)
- Aiguille du Chardonnet (3824 m)